# 鶴樹院
鶴樹院（かくじゅいん、寛政12年10月17日（1800年12月3日） - 弘化2年8月4日（1845年9月5日））は、江戸時代後期の女性。和歌山藩第10代藩主徳川治宝の五女。実名は豊姫。母は於佐衛（川上氏）。和歌山藩第11代藩主徳川斉順（将軍徳川家斉の七男）の正室（御簾中）。

## 生涯
寛政12年、和歌山藩主・徳川治宝の五女として、和歌山で生まれた。同母姉に徳川虎千代の婚約者で後の仙台藩主伊達斉宗の正室となった信恭院がいる。
享和4年（1804年）1月27日に加賀藩主前田斉広嫡子の前田裕次郎（利命）と婚約し、文化2年（1805年）2月28日に和歌山を出発、3月18日に江戸へ到着した。しかし、その2か月後に裕次郎が死去したために破談となった。
文化13年（1816年）6月3日に清水徳川家当主徳川斉順が、治宝の養嗣子として豊姫の婿となり紀州徳川家に入ることが決まった。11月、斉順が清水邸より和歌山藩邸に引き移り、婚礼が行われた。
翌文化14年（1817年）4月、懐妊した豊姫は着帯を行い、8月に安産で斉順の子である菊姫を出産した。しかし、生後2か月で菊姫は死去した。それ以降、豊姫に子供は生まれなかった。男児流産の記録はある。その後、斉順は側室の留井や八十、美佐の方との間に子を儲けたが、斉順と側室との子も立て続けに夭折している。結局、子がいないまま弘化2年（1845年）に豊姫は死去し、翌年には斉順も死去した。なお、豊姫（死後に鶴樹院の院号が贈られた）の死去は8月4日だったが、公式には8月10日死去となっている。

## 逸話
三升屋二三治の『芝居秘伝集』によれば、文政2年（1819年）3月、豊姫は浜町の館に出かける際、行列の駕籠の中から芝居見物を行った。当時の江戸では、玉川屋の七代目市川団十郎、中村屋の三代目尾上菊五郎がともに助六を演じ、大入りの評判であった。芝居小屋とは事前に相談がしてあり、両座の芝居小屋は表の木戸を取り払い、行列が通るのに合わせて助六の出端があり、豊姫は駕籠の中から芝居を見物した。しかし、この行動は幕府で問題とされ、関係した重臣1人が切腹し、豊姫は押込の処分となった、と伝える。『南紀徳川史』巻18では、3月25日に赤坂紀尾井坂の藩邸（中屋敷）に御成りと記された後、文政11年（1828年）3月の浅草観音参詣まで9年間、御成りの記録がない。